# Cegedim
cedegim ist ein französisches Softwareunternehmen und Spezialist für Customer-Relationship-Management-Lösungen für die pharmazeutische Industrie. Das Unternehmen ist am CAC Small gelistet.

## Geschichte
Das Unternehmen, das weltweit in 80 Ländern aktiv ist, wurde 1969 von Jean-Claude Labrune Die Aktien werden seit 1995 im Nyse Euronext gehandelt.
Im Jahr 2007 akquirierte Cedegim den US-Konzern Dendrite International, im Folgejahr den französischen Softwarehersteller 01 Santé SA. und 2010 den US-Softwarehersteller PULSE Systems, Inc. sowie die ebenfalls aus den USA stammende SK&A Information Services, Inc. 2012 folgte die Übernahme des französischen Softwareherstellers ASP Line.

## Produkte
Aufgespaltet in mehrere Tochterunternehmen bietet cedegim:
- Informationstechnologie und Informationssysteme
- Verkauf, Marketing und Studien
- Gesundheit
- Beratung und administrative Dienste[7]

## Sonstiges
Der Unternehmensname cegedim ist ein Apronym von centre de gestion, de documentation, d′informatique et de marketing, deutsch: „Zentrum für Unternehmensleitung, Dokumentation, Informatik und Marketing“. Dies beschreibt im Wesentlichen auch das Kerngeschäft des Unternehmens.